# フランクリン・C・シバート
フランクリン・カミングス・シバート（英語: Franklin Cummings Sibert 1891年1月3日 – 1980年6月24日）は、アメリカ陸軍の軍人。最終階級は陸軍少将。第二次世界大戦ではニューギニアやフィリピンで日本軍と戦った。

## 略歴
ケンタッキー州ボーリング・グリーンにて生まれる。陸軍軍人ウィリアム・L・シバートを父に、メアリー・マーガレット・カミングスを母に持つ。父は第一次世界大戦で第1歩兵師団を率いて戦い、最終的に少将まで昇進した。6歳下の弟エドウィンも陸軍軍人となって情報畑を歩み、ゲーレン機関（Gehlen Organization）の設立に携わった。
1912年6月2日、陸軍士官学校を卒業。士官学校の同期には、朝鮮戦争で第8軍を率いたウォルトン・ウォーカー大将がいる。1913年3月4日、ヘレン・マイルドレッド・ロジャースと結婚。
第一次大戦ではアメリカ遠征軍の一員としてフランスで戦い、戦後はドイツに残って占領業務に当たった。帰国後、陸軍歩兵学校、陸軍指揮幕僚大学、陸軍大学校で学んだ。
1934年、第29歩兵連隊の大隊指揮官に任じられた。以降、フォート・ベニング基地で歩兵科の役職や歩兵委員会（Infantry Board）委員を務めた。

## 第二次大戦
1941年9月、中国・ビルマ・インド戦線米軍司令官ジョセフ・スティルウェル中将の参謀となり、翌42年のビルマ撤退に同行。10月に第6歩兵師団長に任命され、ニューギニア島での対日反攻戦を指揮した。その後レイテ島で戦う第X軍団長に就任した。
退役後は妻とともにフロリダ州フォート・ウォルトン・ビーチに住んだ。1980年に死去。

## 勲章
|  |                                                       |                         |                           |
|  | Bronze oak leaf cluster                               | Bronze oak leaf cluster |                           |
|  | Bronze star · Bronze star · Bronze star · Bronze star |                         |                           |
|  | Bronze star · Bronze star · Bronze star · Bronze star |                         | Bronze star · Bronze star |

|                      | 陸軍殊勲従軍記章                        |                          |                                     |
| 銀星章               | レジオン・オブ・メリット（柏葉章付）    | 銅星章（柏葉章付）       | エア・メダル                        |
| メキシコ国境従軍記章 | 第一次世界大戦戦勝記念章（略章4個付）   | ドイツ占領軍記章         | アメリカ防衛従軍記章                |
| アメリカ従軍記章     | アジア・太平洋従軍記章（従軍星章4個付） | 第二次世界大戦戦勝記念章 | フィリピン解放記章（従軍星章2個付） |